# Furipterus horrens
Furipterus horrens е вид прилеп от семейство Furipteridae. Видът не е застрашен от изчезване.

## Разпространение и местообитание
Разпространен е в Бразилия, Венецуела, Гвиана, Еквадор, Колумбия, Коста Рика, Панама, Перу, Суринам, Тринидад и Тобаго и Френска Гвиана.
Обитава гористи местности и пещери в райони с тропически климат, при средна месечна температура около 24,4 градуса.

## Описание
Теглото им е около 3,2 g.